# Baseball-Bundesliga 1987
Die Baseball-Bundesliga 1987 war 1987 die höchste Spielklasse im vom Deutschen Baseball und Softball Verband (DBV) organisierten Baseball-Spielbetrieb und ermittelte den deutschen Baseballmeister. Dies wurden zum vierten Mal in Folge die Mannheim Tornados.

## Reguläre Saison
1987 traten in der Baseball-Bundesliga nur noch sechs Mannschaften an, davon erstmals auch die Düsseldorf Diamonds. Aus diesem Grund sank die Anzahl der zu absolvierenden Spiele während der regulären Saison auf 20: jeweils ein Hin- und Rückspiel mit einem Doubleheader gegen jedes andere Team.
Tabelle:
|    | Team                | G  | V  | Pct. | GB |
| -- | ------------------- | -- | -- | ---- | -- |
| 1. | Mannheim Tornados   | 16 | 4  | .800 | 0  |
| 2. | Köln Dodgers        | 15 | 5  | .750 | 1  |
| 3. | Köln Cardinals      | 13 | 7  | .650 | 3  |
| 4. | Düsseldorf Diamonds | 8  | 12 | .400 | 8  |
| 5. | Heidelberg Lions*   | 5  | 15 | .250 | 11 |
| 6. | Zülpich Eagles      | 3  | 17 | .150 | 13 |

'* außer Konkurrenz

## Play-offs
Die besten vier Mannschaften der regulären Saison qualifizierten sich für die Play-offs, die im Best-of-Three-System ausgespielt wurden. Dadurch kam es wieder einmal zu einem Duell der beiden Kölner Vereine, das die Dodgers für sich entschieden, da die Cardinals nicht antraten. Im anderen Halbfinale zogen die Mannheim Tornados ungefährdet gegen die Düsseldorf Diamonds ins Finale ein und sicherten sich anschließend den Meistertitel gegen die Dodgers.
| Halbfinale | Halbfinale          | Halbfinale | Halbfinale | Halbfinale |  |   | Finale            | Finale | Finale | Finale | Finale |
|            |                     |            |            |            |  |   |                   |        |        |        |        |
| 1          | Mannheim Tornados   | 13         | 7          |            |  |   |                   |        |        |        |        |
| 4          | Düsseldorf Diamonds | 3          | 5          |            |  | 1 | Mannheim Tornados | 6      | 10     |        |        |
| 3          | Köln Cardinals      | Forfait    |            |            |  | 2 | Köln Dodgers      | 2      | 3      |        |        |
| 2          | Köln Dodgers        | Forfait    |            |            |  |   |                   |        |        |        |        |